# شارلوت اسکات
شارلوت اسکات (انگلیسی: Charlotte Scott؛ ۸ ژوئن ۱۸۵۸ – ۱۰ نوامبر ۱۹۳۱) یک دانشمند اهل بریتانیا بود.